# かすみ野
かすみ野（かすみの）は、埼玉県川越市にある町名地番整理事業により成立した地名。郵便番号は350-1174。

## 地理
川越市の西部、狭山市との市境に面した、戸建住宅を中心に発展した地区。

## 歴史

### 沿革
- 1889年（明治22年）[4]4月1日 - 町村制施行により、的場村、笠幡村、安比奈新田の3か村が合併、高麗郡霞ヶ関村が成立。霞ヶ関村の大字となる。
- 1896年（明治29年）[4]3月29日 - 高麗郡が入間郡に編入、入間郡霞ヶ関村となる。
- 1955年（昭和30年）[4]4月1日 - 川越市に編入[5]。川越市の大字となる。
- 1970年（昭和45年）6月1日 - 狭山市大字柏原の一部から編入され、柏原が成立。川越市の大字となる[6]。
- 2004年（平成16年）1月26日 - 町名地番整理事業を実施。笠幡の一部、安比奈新田の一部、柏原からかすみ野一丁目〜三丁目が成立[7]。

## 世帯数と人口
2017年（平成29年）10月1日現在の世帯数と人口は以下の通りである。
| 丁目           | 世帯数    | 人口    |
| -------------- | --------- | ------- |
| かすみ野一丁目 | 420世帯   | 964人   |
| かすみ野二丁目 | 343世帯   | 760人   |
| かすみ野三丁目 | 424世帯   | 956人   |
| 計             | 1,187世帯 | 2,680人 |

## 小・中学校の学区
市立小・中学校に通う場合、学区は以下の通りとなる。
| 丁目           | 番地 | 小学校                 | 中学校                 |
| -------------- | ---- | ---------------------- | ---------------------- |
| かすみ野一丁目 | 全域 | 川越市立霞ヶ関南小学校 | 川越市立霞ヶ関西中学校 |
| かすみ野二丁目 | 全域 | 川越市立霞ヶ関南小学校 | 川越市立霞ヶ関西中学校 |
| かすみ野三丁目 | 全域 | 川越市立霞ヶ関南小学校 | 川越市立霞ヶ関西中学校 |

- 通学をするには霞ヶ関カンツリー倶楽部のゴルフコースを避けて通らなければならず、最短で行く道路もない為、北に大きく迂回する必要がある。なお、町域の近傍に川越市立霞ヶ関東中学校もある[9]。

## 交通

### 鉄道
- 地区内に鉄道は通っていない。最寄り駅はJR笠幡駅。
- 西武新宿線狭山市駅は、道程的には5キロ以上離れている。

### 路線バス
- 西武バス
  - 新狭11:新狭山駅北口 - 西武柏原ニュータウン - かすみ野 - 笠幡駅
  - 新狭11-1:新狭山駅北口 - 西武柏原ニュータウン - かすみ野
かすみ野 - 笠幡駅間は平日朝夕のみ運行[10][11]。
  - 川越35:本川越駅 - 川越駅西口 - 尚美学園大学 - 的場 - かすみ野
  - 川越36:川越駅西口 - 尚美学園大学 - 的場 - かすみ野
1時間に1.5本程度運行されている[12][13]。

## 施設
一丁目
- 川越市立霞ヶ関南小学校 - 指定避難所
- 水久保第一公園 - 指定緊急避難場所
- 水久保第四公園

二丁目
- 川越笠幡郵便局
- 霞ケ関第二保育園
- 水久保第二公園

三丁目
- 水久保稲荷神社
- 水久保第三公園
- 水久保第五公園
- 霞ヶ関カンツリー倶楽部（一部が町域に掛かる）